# Bellecour (métro de Lyon)
Pour les articles homonymes, voir Bellecour.
Bellecour est une station des lignes A et D du métro de Lyon, située place Bellecour, sur la Presqu'île dans le 2e arrondissement au centre-ville de Lyon, préfecture de la région Auvergne-Rhône-Alpes.
Elle est mise en service en 1978, lors de l'ouverture à l'exploitation de la ligne A, puis agrandie lors de l'ouverture à l'exploitation de la ligne D en 1991.

## Situation ferroviaire
La station Bellecour est située au croisement des lignes A et D, entre les stations Ampère - Victor Hugo et Cordeliers pour la ligne A et entre les stations Vieux Lyon - Cathédrale Saint-Jean et Guillotière - Gabriel Péri pour la ligne D.

## Histoire

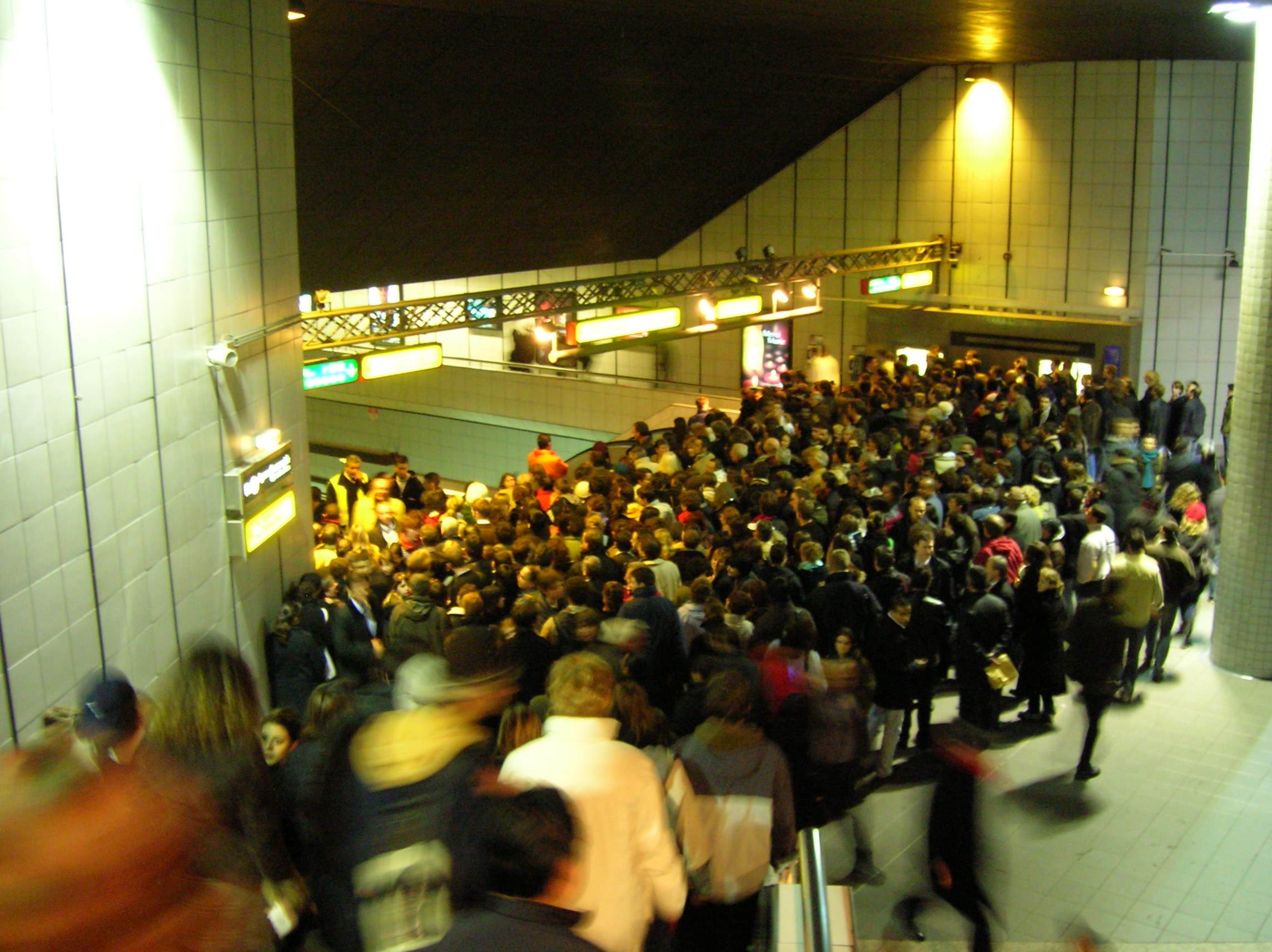
La station est très fréquentée durant la fête des Lumières, ici en 2006.

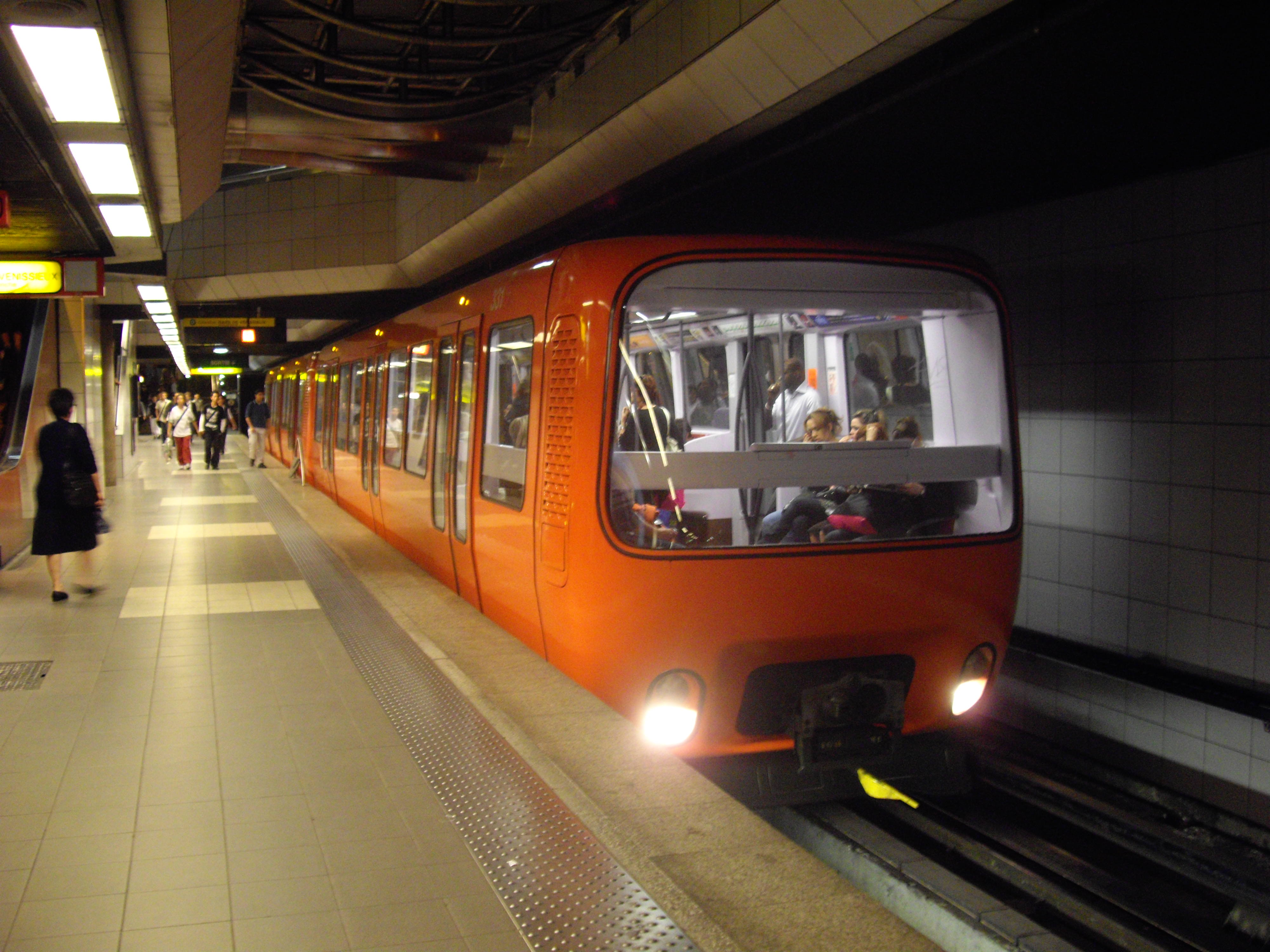
Une rame MPL 85 de la ligne D à quai.

La station « Bellecour » est mise en service le 2 mai 1978, lors de l'ouverture officielle de l'exploitation de la ligne A du métro de Lyon, de la station de Perrache à celle de Laurent Bonnevay - Astroballe.
Elle est construite, dans un chantier à ciel ouvert place Bellecour, coupant la partie est en diagonale entre les rues rue de la République et Victor-Hugo. Elle est édifiée suivant le plan général type de cette première ligne, deux voies encadrées par deux quais latéraux, mais elle a la particularité d'avoir les quais les plus longs du réseau, pouvant accueillir des rames de six voitures.
La station de la ligne D est ouverte quant à elle le 9 septembre 1991, en même temps que le premier tronçon ouvert de la ligne D, entre Gorge de Loup et Grange Blanche, et est située sous la station de la ligne A, les deux étant reliées via une mezzanine.
À la différence du niveau supérieur construit selon le schéma classique, le niveau inférieur est constitué de deux voies encadrant un quai central, configuration rare sur le réseau lyonnais puisque n'existant que sur deux autres stations de ce dernier : Grange Blanche et Valmy. L'ouverture de la ligne D s'est accompagnée de l'équipement de la station d'ascenseurs pour l'accès aux personnes à mobilité réduite.
Un projet de rénovation a été envisagé à la fin des années 1990 puis abandonné, malgré la dépose d'une partie du bandeau-caisson lumineux sur le quai de la ligne A direction Laurent Bonnevay - Astroballe.
La station est équipée de portillon d'accès depuis le 16 novembre 2006. Il n'y a pas de personnel, des automates permettent l'achat et d'autres le compostage des billets et l'agence commerciale autrefois située dans la station vers l'accès située à l'ange nord-est de la place a déménagé en surface en mai 2016 au nord de la place,.
Les quais de la ligne A ont été repeints en 2013 : le bandeau-caisson est passé de l'orange au gris, tandis que les murs sont passés du blanc cassé au jaune coquille d'œuf et les sièges et mains courantes sont passés du bleu au gris.
Entre juillet 2016 et le 1er semestre 2017, la station Bellecour bénéficie d'une rénovation pour un montant de 1,5 million d'euros, réalisée par le cabinet Metropolis Architectes Associés, déjà chargé des rénovations des stations Charpennes - Charles Hernu, Gare Part-Dieu - Vivier Merle et Hôtel de Ville - Louis Pradel. La rénovation se concentre uniquement sur les quais de la ligne A et consiste à augmenter la luminosité et l'impression d'espace grâce à la pose « de grands panneaux opalescents sertis de cadres en inox dont les dimensions seront amplifiées grâce aux reflets des surfaces émaillées et l’éclat du métal poli » sur les murs de la station. Ces travaux, réalisés de nuit, s'inscrivent dans la politique générale de modernisation du patrimoine du réseau TCL initiée par le SYTRAL.

## Service des voyageurs

### Accueil
La station compte 10 accès. Parmi ceux qui donnent accès en premier à la ligne A on les retrouve au sud de la place à proximité du débouché de la rue Victor-Hugo, à l'angle nord-est de la place en face de la rue de la Barre et au nord sur la place Le Viste, à l'angle avec la rue de la République, avec un escalier par sens de la ligne A. Enfin on retrouve à l'est de la place des accès qui donnent quant à eux sur la mezzanine surplombant le quai central de la ligne D : à l'est sur la place Antonin-Poncet avec deux accès de part et d'autre du clocher de la Charité et un situé en face de l'Hôtel des postes et enfin un accès situé le long des immeubles à l'est de la place Bellecour, ce dernier offrant un accès direct tandis que les deux autres nécessitant de passer par un palier intermédiaire.
Elle dispose dans chacun des accès de distributeur automatique de titres de transport et de valideurs couplés avec les portillons d'accès.
Lors de la Fête des Lumières, un encadrement strict du flux des usagers est mis en place à l'intérieur et à l'extérieur de la station notamment par la mise en place de filtrages et de mise à sens unique des différents accès.

### Desserte
Bellecour est desservie par toutes les circulations des lignes. Plus de 100 000 voyageurs entrent quotidiennement dans la station.

### Intermodalité
Bellecour est un pôle de correspondances majeur du réseau Transports en commun lyonnais (TCL). La configuration des lieux fait que les arrêts sont répartis à divers endroits de la place :
Au niveau de la place Le Viste se greffent les lignes en partance pour le nord et de l'ouest, à l'arrêt Bellecour - Le Viste : C20/C20E et 40 ainsi que les lignes 27 et S1 qui sont de passage.
Dans la rue de la Charité sont en partance les lignes à destination du sud, à l'arrêt Bellecour - Charité : 15/15E et 35 ainsi que la ligne S1 qui est de passage.
Enfin on trouve devant la poste les lignes du sud et de l'est, à l'arrêt Bellecour - Antonin Poncet : C9, C10 et C12. La nuit, les lignes de bus Pleine Lune PL2 et PL4 sont de passage.
La station est desservie à distance, sur les quais du Rhône à l'arrêt Pont Guillotière - Rive Droite, par les lignes du réseau Cars Région Ain A32 et A71, direction Bourg-en-Bresse pour la première et Montluel pour la seconde, celles-ci étant en tarification TCL jusqu'à Rillieux-la-Pape. L'accès se fait depuis Bellecour via la rue de la Barre.
À distance à l'ouest, sur le quai Tilsitt longeant la Saône, il est possible d'emprunter le Vaporetto, navette fluviale à tarification spécifique reliant les quartiers de Vaise et Saint-Paul au centre commercial de Confluence. L'accès se fait depuis Bellecour via la rue du Colonel Chambonnet.
Outre les rues et places avoisinantes, elle permet de rejoindre à pied différents sites, notamment : l'Hôtel des postes, l'Office du tourisme, le multiplexe cinématographique Pathé-Bellecour, le clocher de l’hôpital de la Charité, la grande synagogue, l'Hôtel-Dieu, la place des Jacobins et le théâtre des Célestins.

## Œuvre d'art
La station compte une œuvre d'art située dans le puits de lumière de l'accès de l'angle nord-est de la place, au niveau de l'accès direct au quai de la ligne A en direction de Vaulx-en-Velin - La Soie.
Il s'agit de l'œuvre baptisée « Le Soleil », réalisée par Ivan Avoscan, qui représente un disque géant composé d'un assemblage de blocs de pierre de Bourgogne,.

## Archéologie
Une mosaïque gallo-romaine est exposée sur l'un des murs de la station. Elle a été découverte lors de la construction de la station Ampère - Victor Hugo, près de la place Ampère.

## Galerie

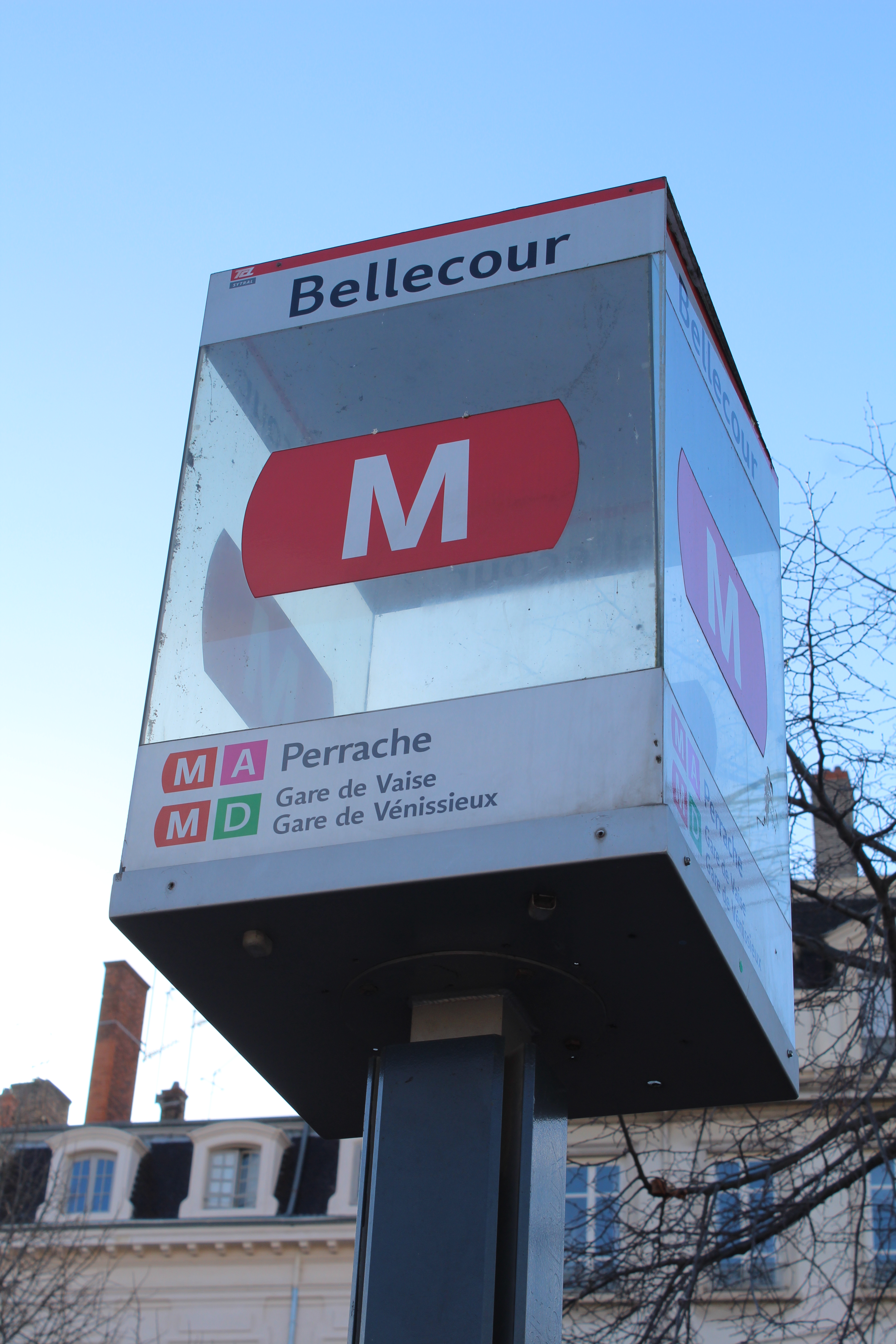
Modèle de totem spécifique visible à côté de chacune des 4 bouches de métro situées sur la Place Bellecour (aux extrémités des quais de la ligne A, l'accès depuis la Place Le Viste ne compte donc pas).
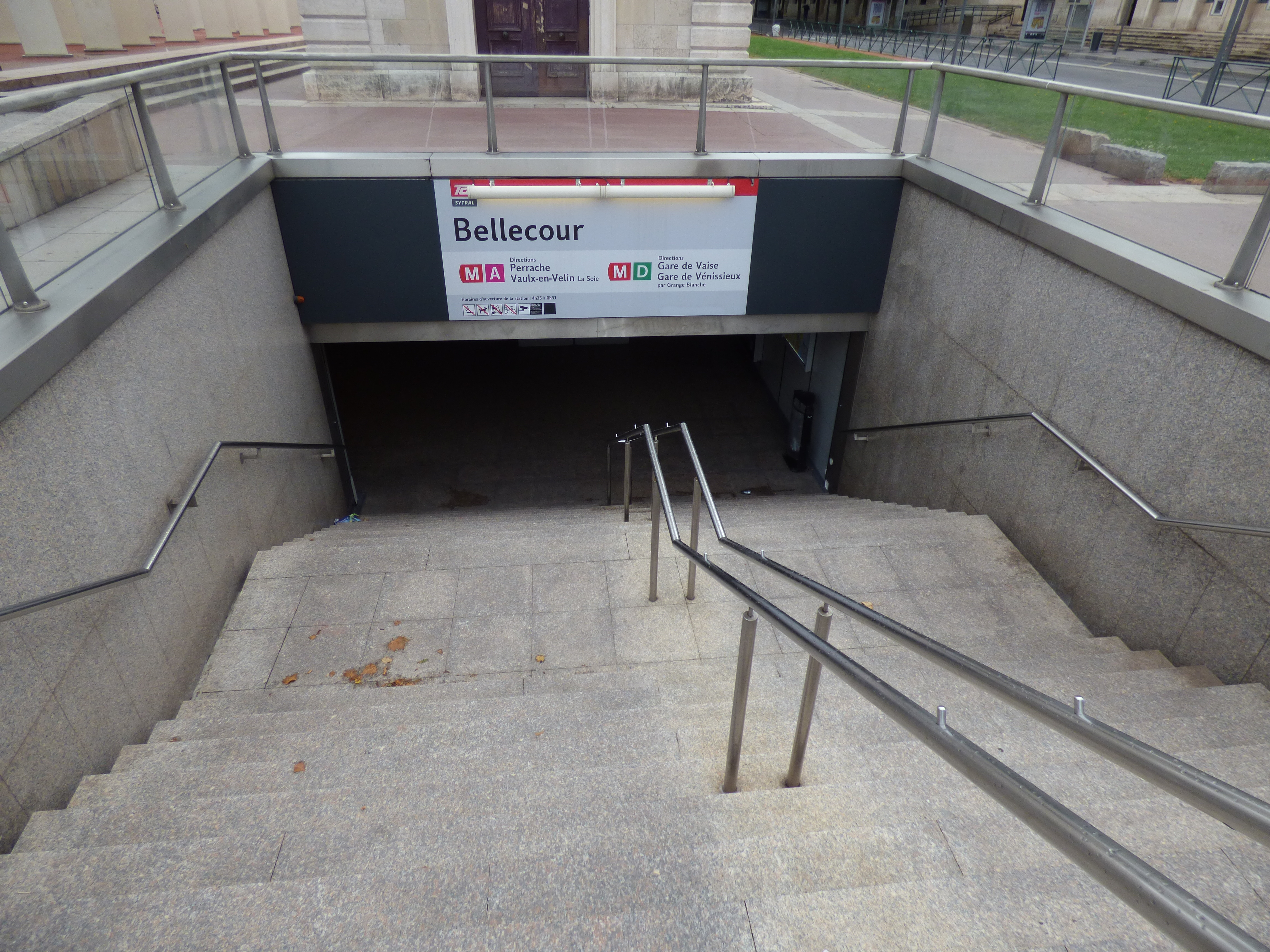
L'accès situé à l'ouest de la Place Antonin Poncet.
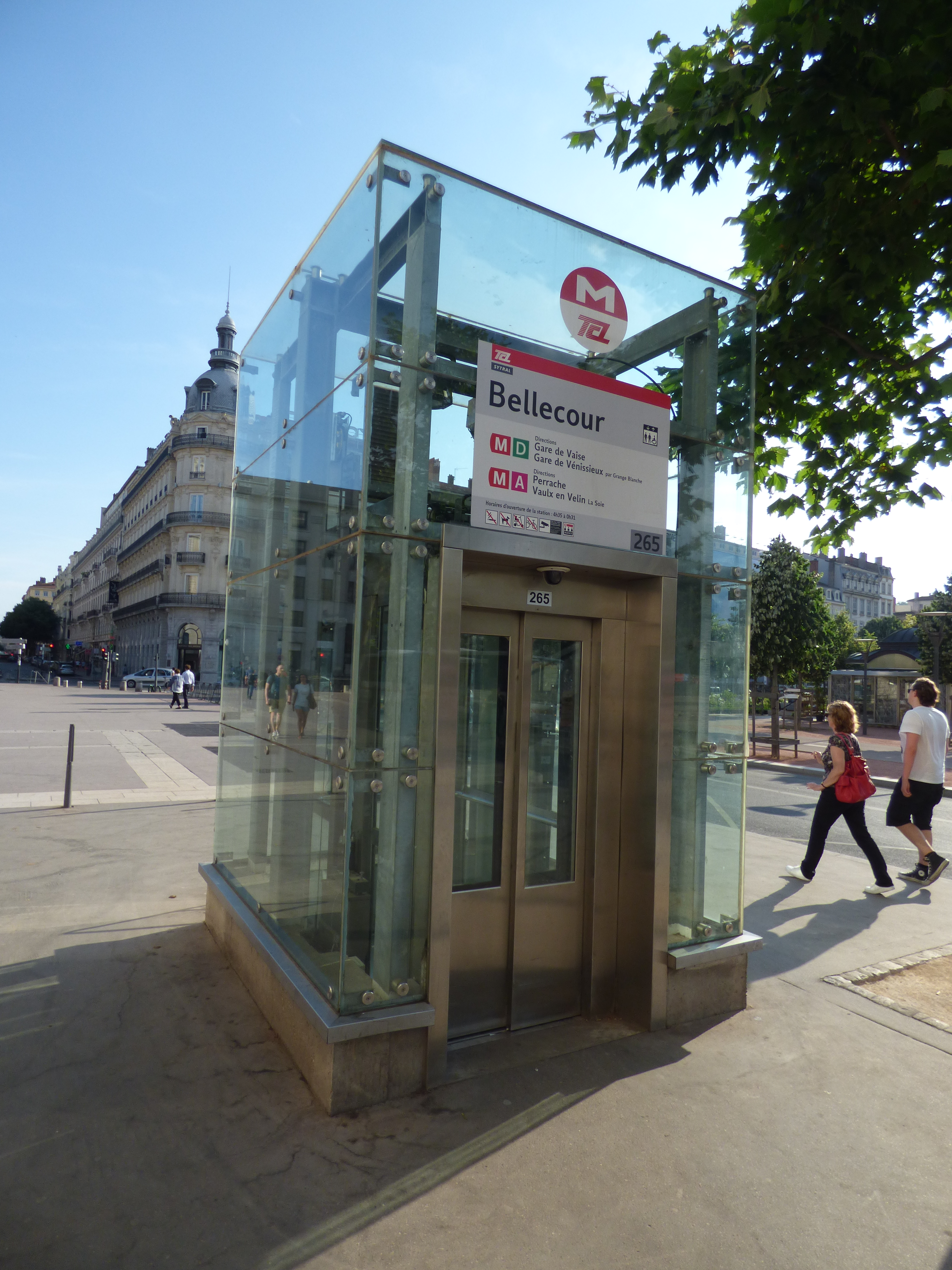
L'ascenseur situé à l'angle de la Place Bellecour et de la Place Antonin Poncet, il donne accès au niveau -2 et permet de rejoindre chacun des quais de la station par l'usage de seulement un autre ascenseur dans la station.
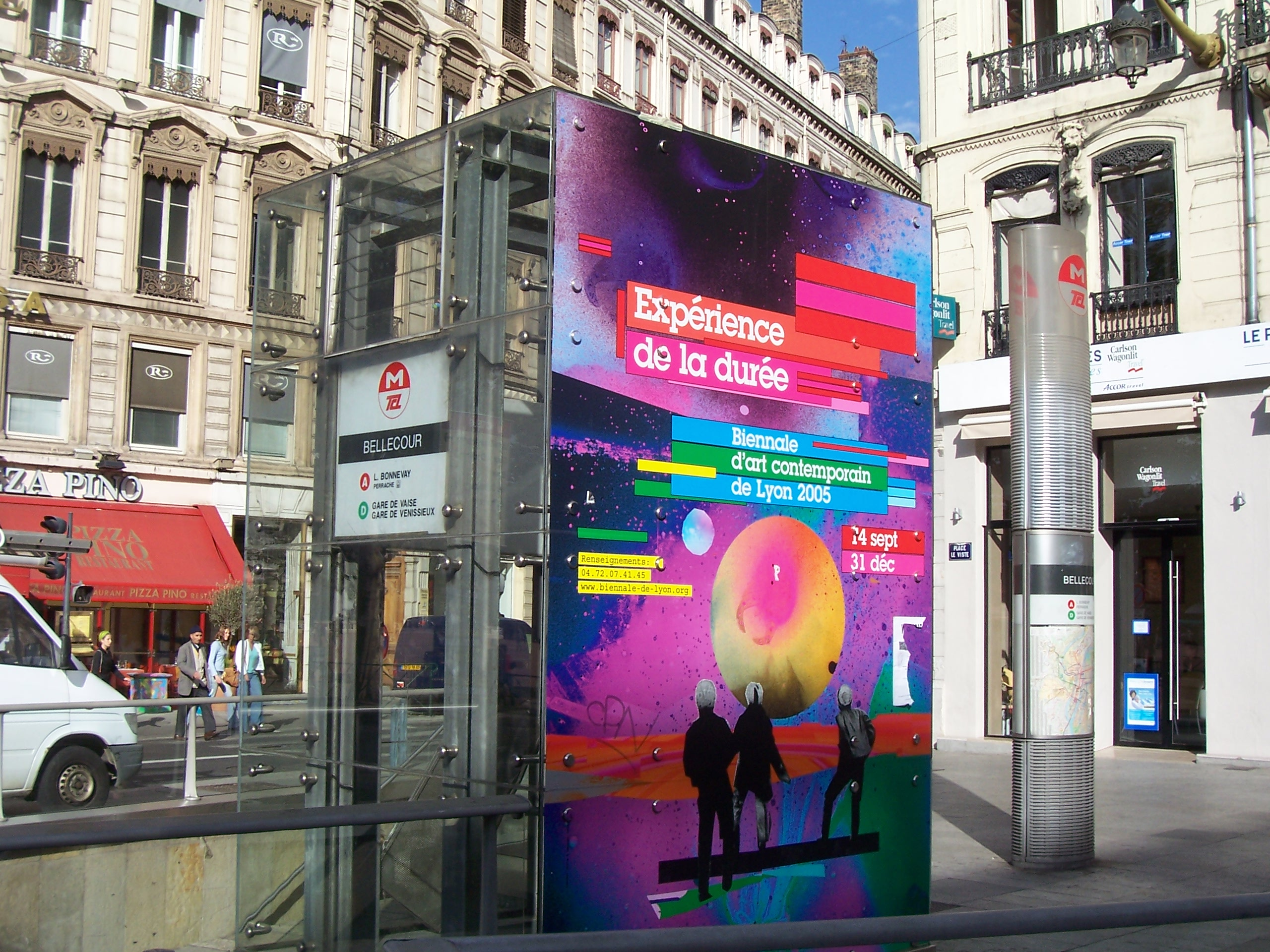
L'ascenseur situé sur la Place Le Viste, il donne accès au quai de la ligne A direction Vaulx-en-Velin La Soie (niveau -1), il permet cependant de rejoindre les autres quais par l'usage de deux autres ascenseurs dans la station.
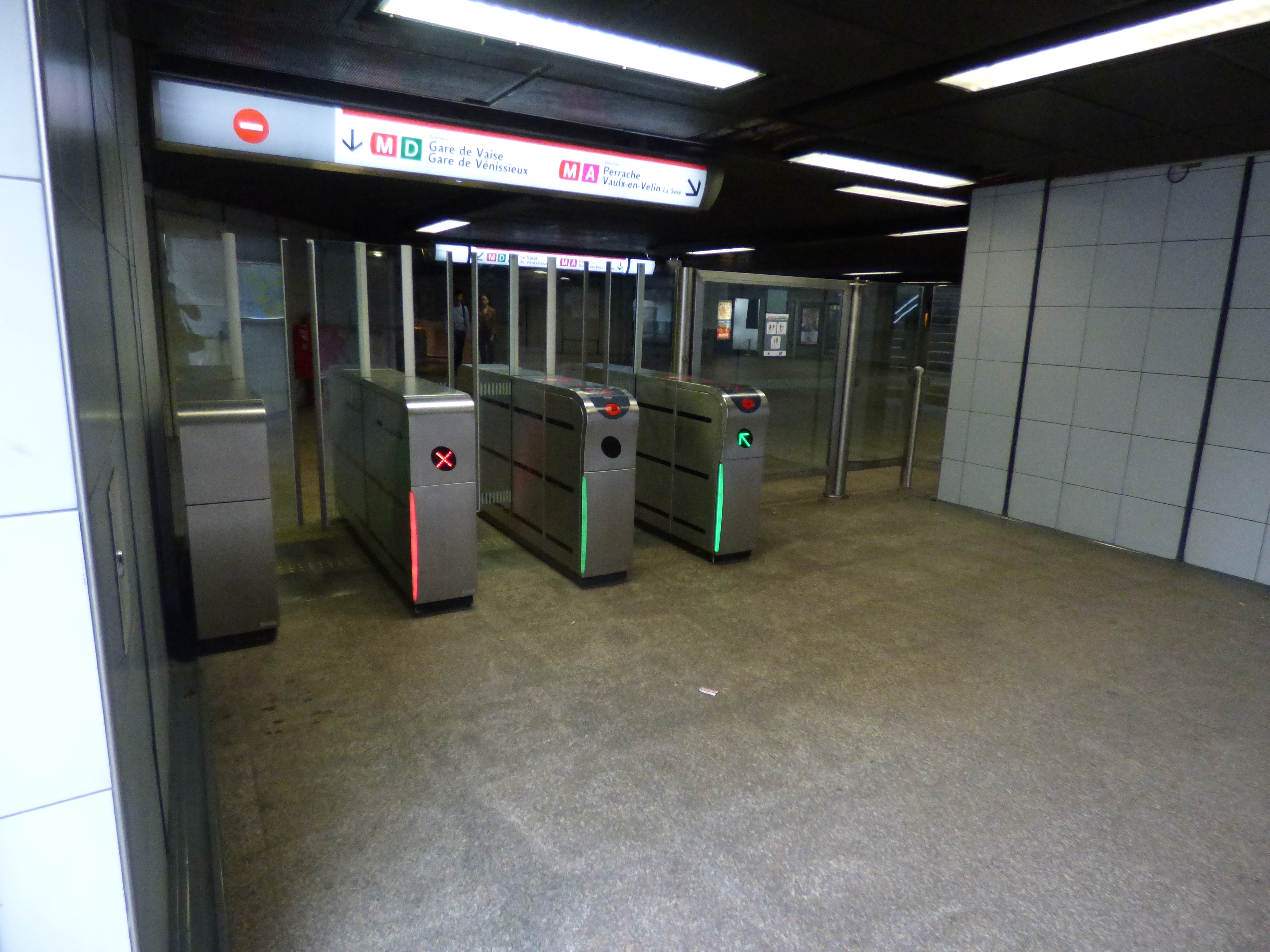
Vue des portillons de validation de l'accès situé devant l'Hôtel des postes, au bord de la Place Antonin Poncet.
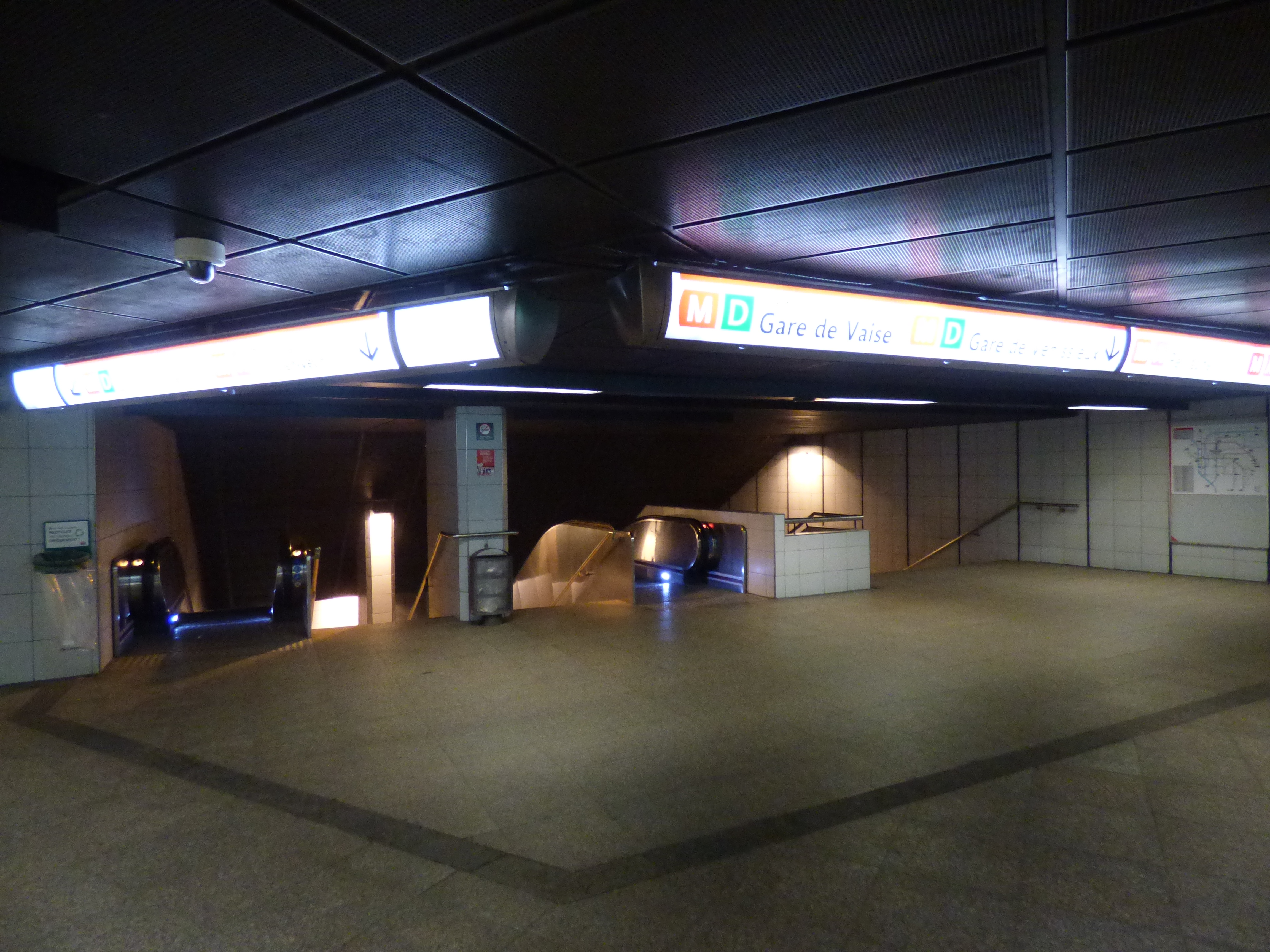
Vue des escaliers et escaliers mécaniques depuis le palier au niveau -1 commun aux 3 accès de la Place Antonin Poncet à l'extrémité Est des niveaux -2 et -3.
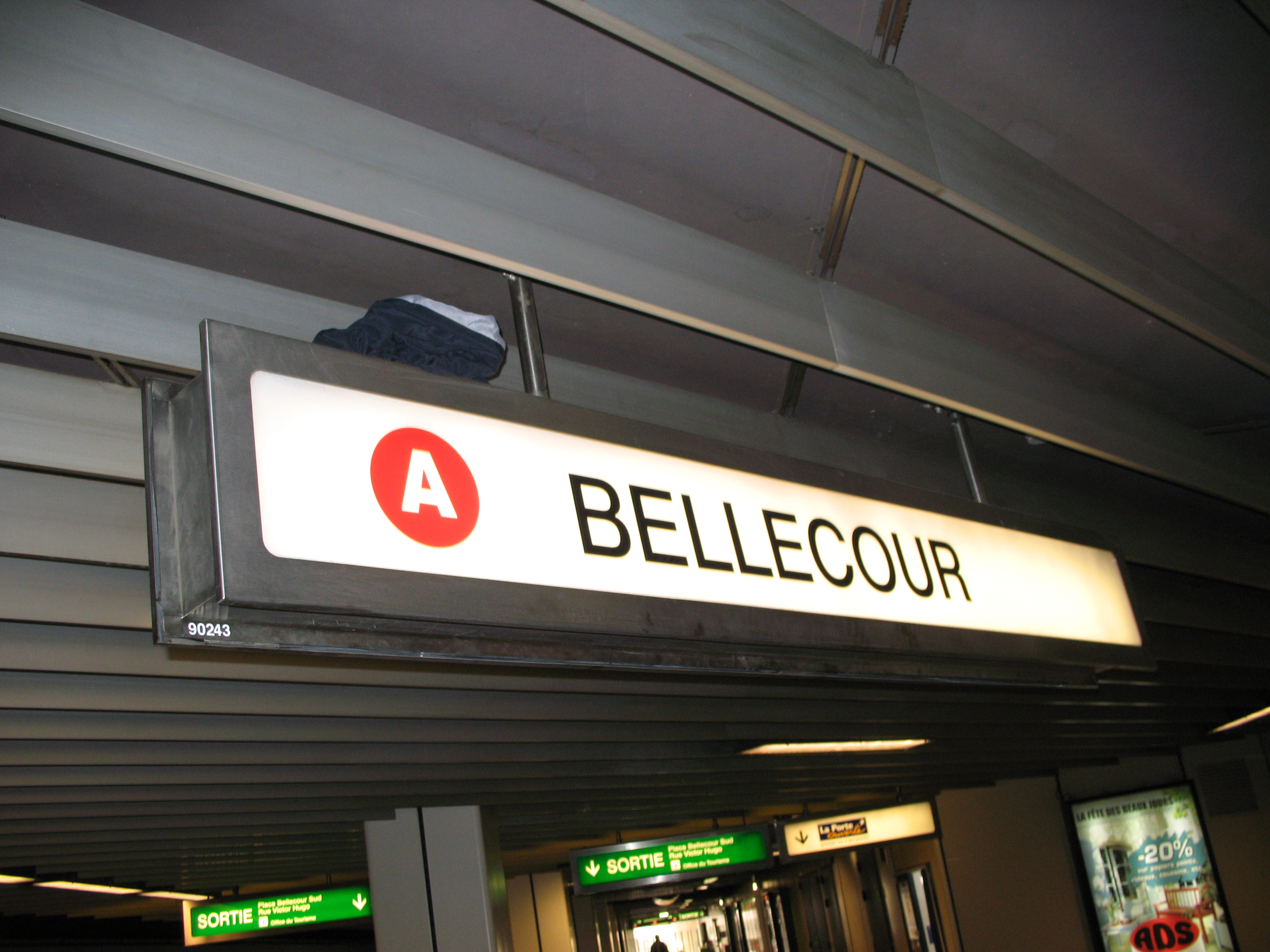
Indication du nom de la station sur les quais de la ligne A après le premier changement de ces panneaux et avant la rénovation de 2017.
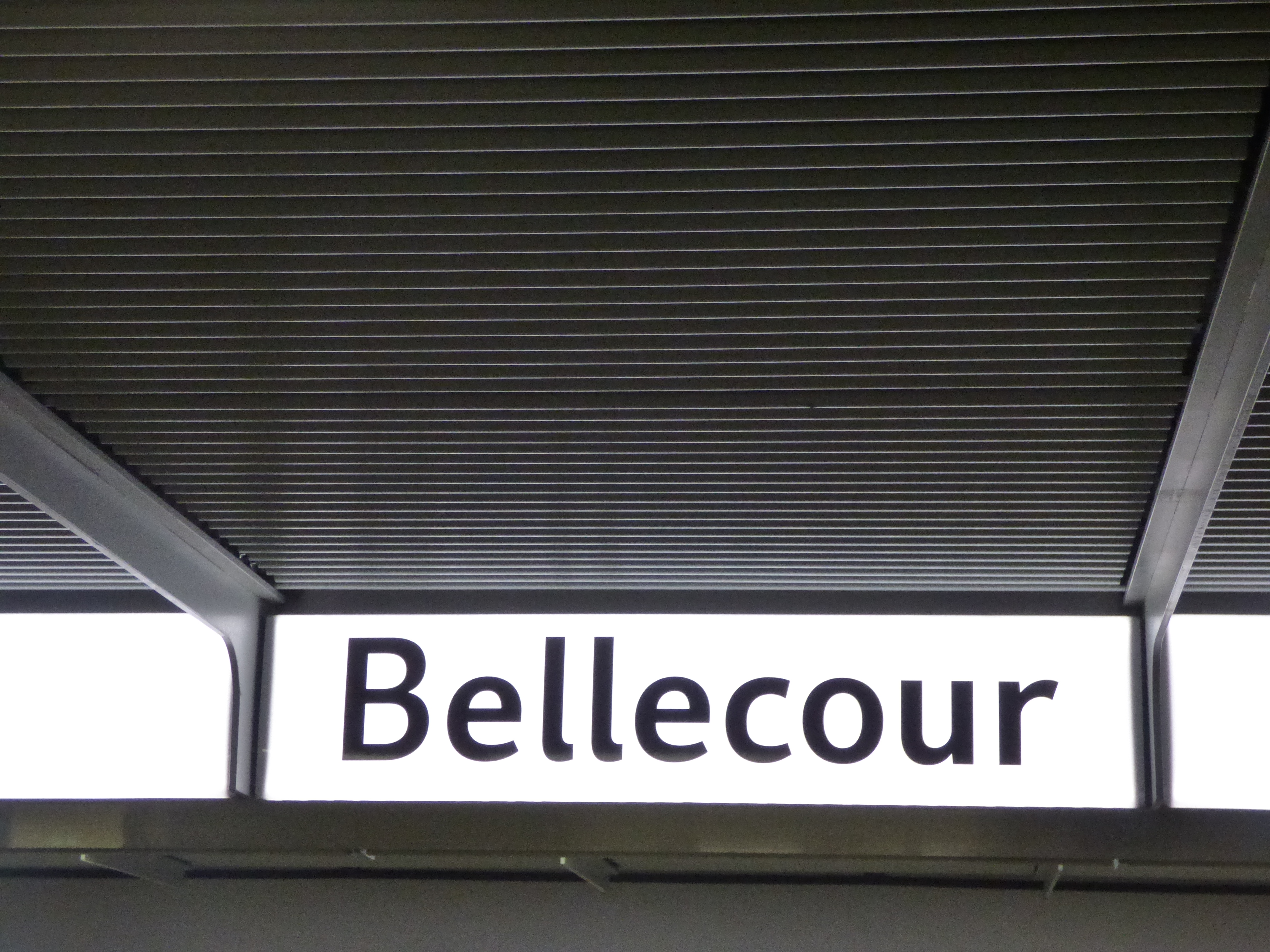
Indication du nom de la station sur les quais de la ligne A après sa rénovation en 2017.
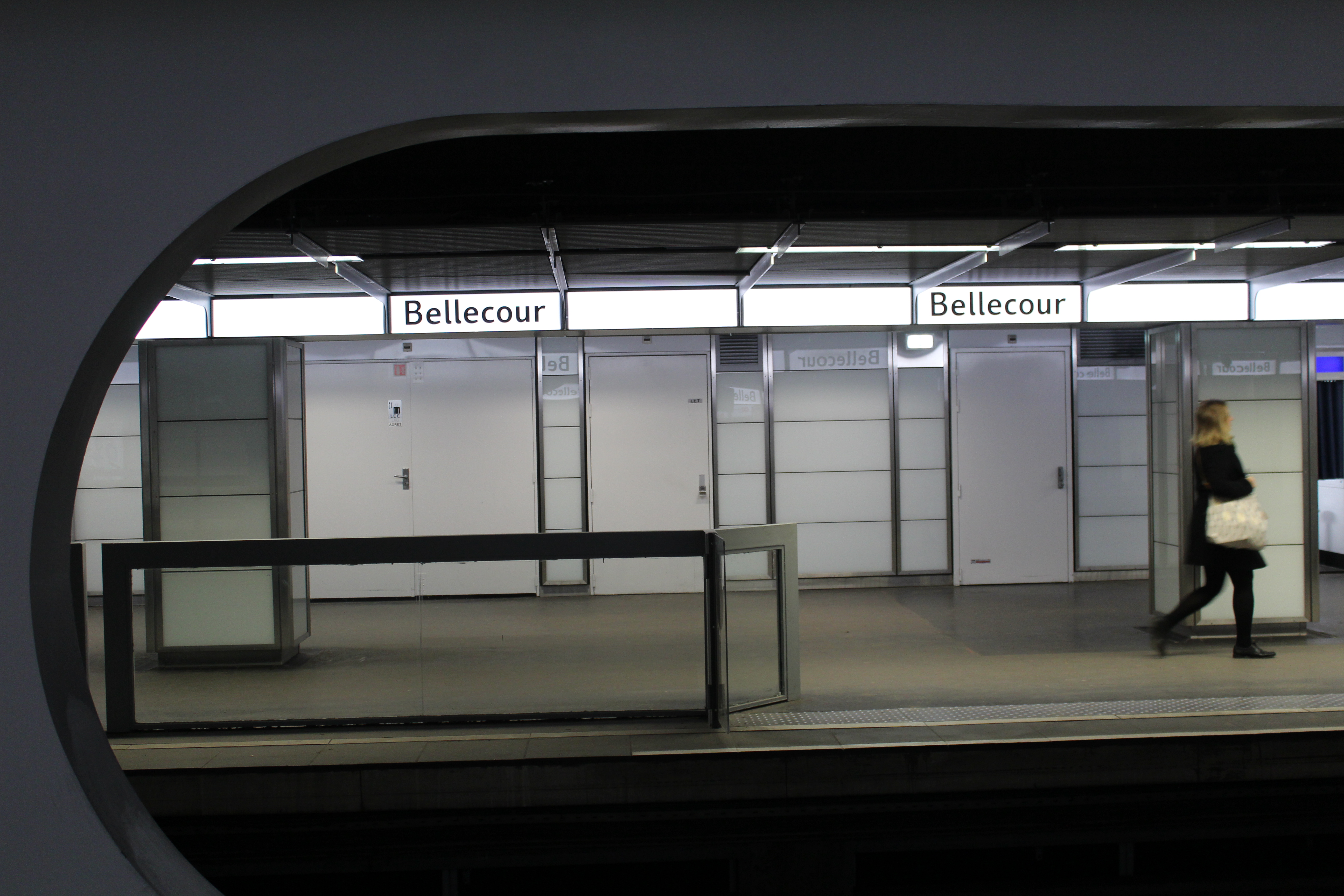
Vue du quai direction Vaulx-en-Velin La Soie de la ligne A.
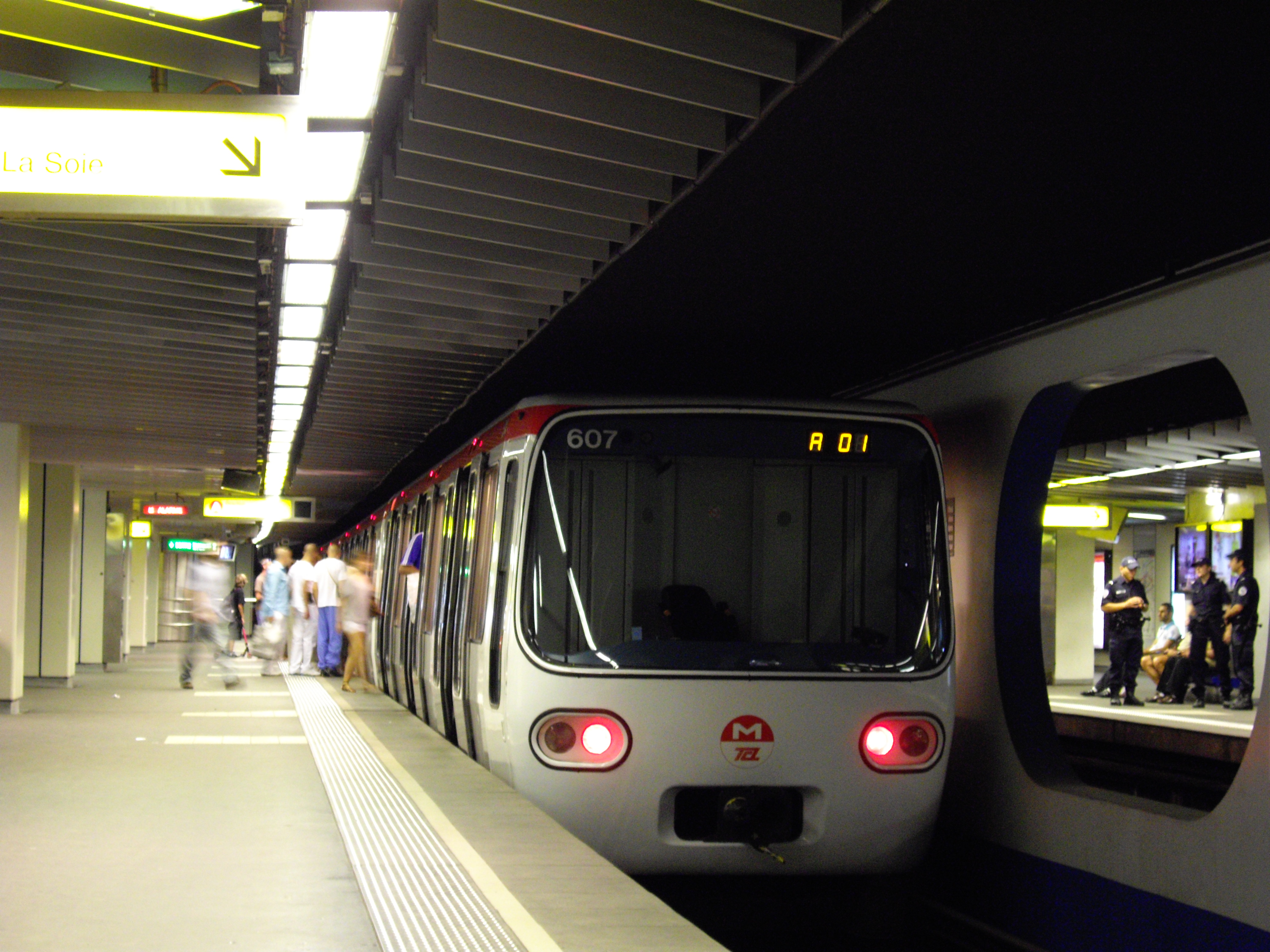
Une rame MPL 75 de la ligne A à quai en direction de Vaulx-en-Velin La Soie, ici avant la rénovation de 2017.
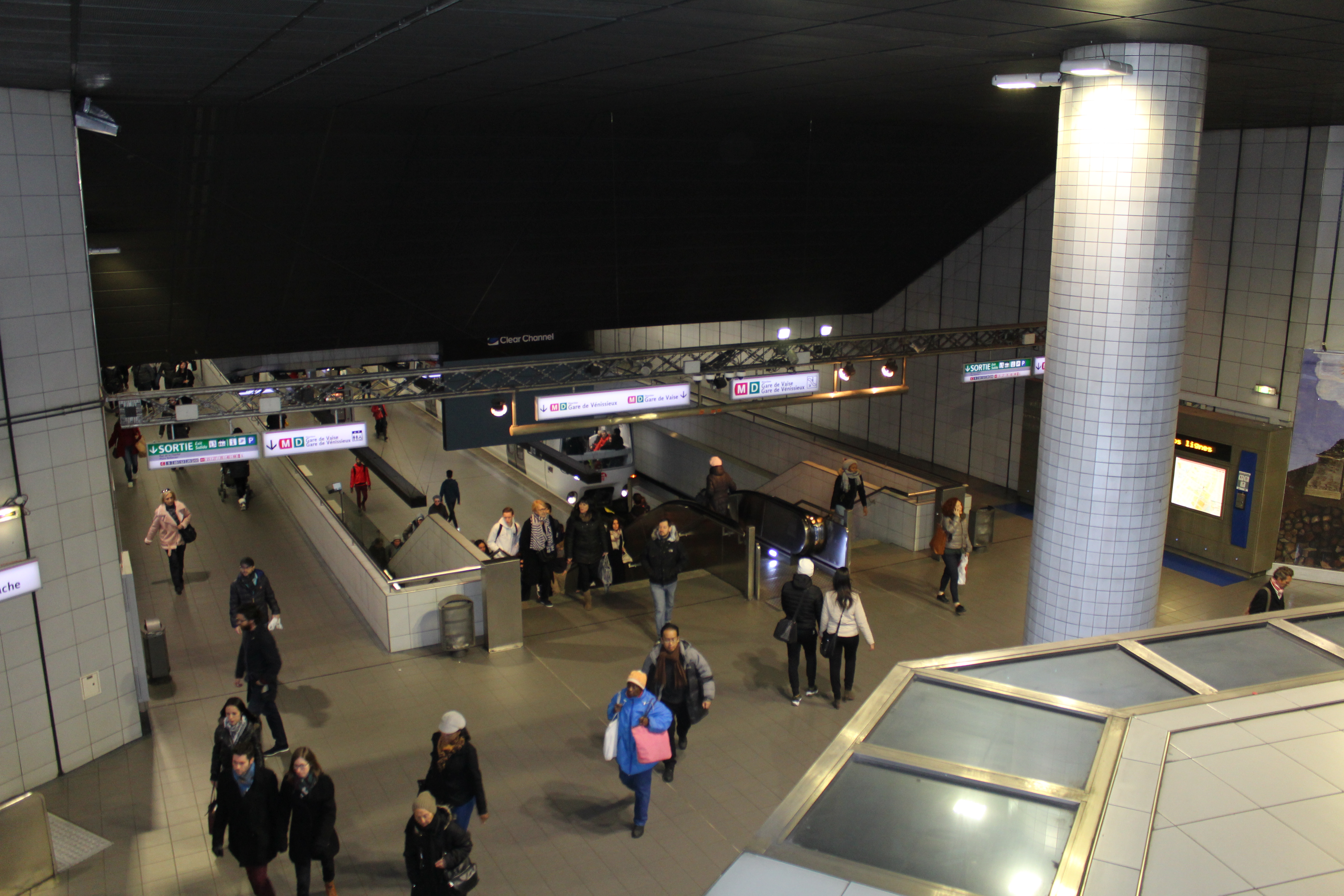
Les niveaux -2 (mezzanine) et -3 (quai de la ligne D) vus depuis le quai direction Perrache de la ligne A au niveau -1.
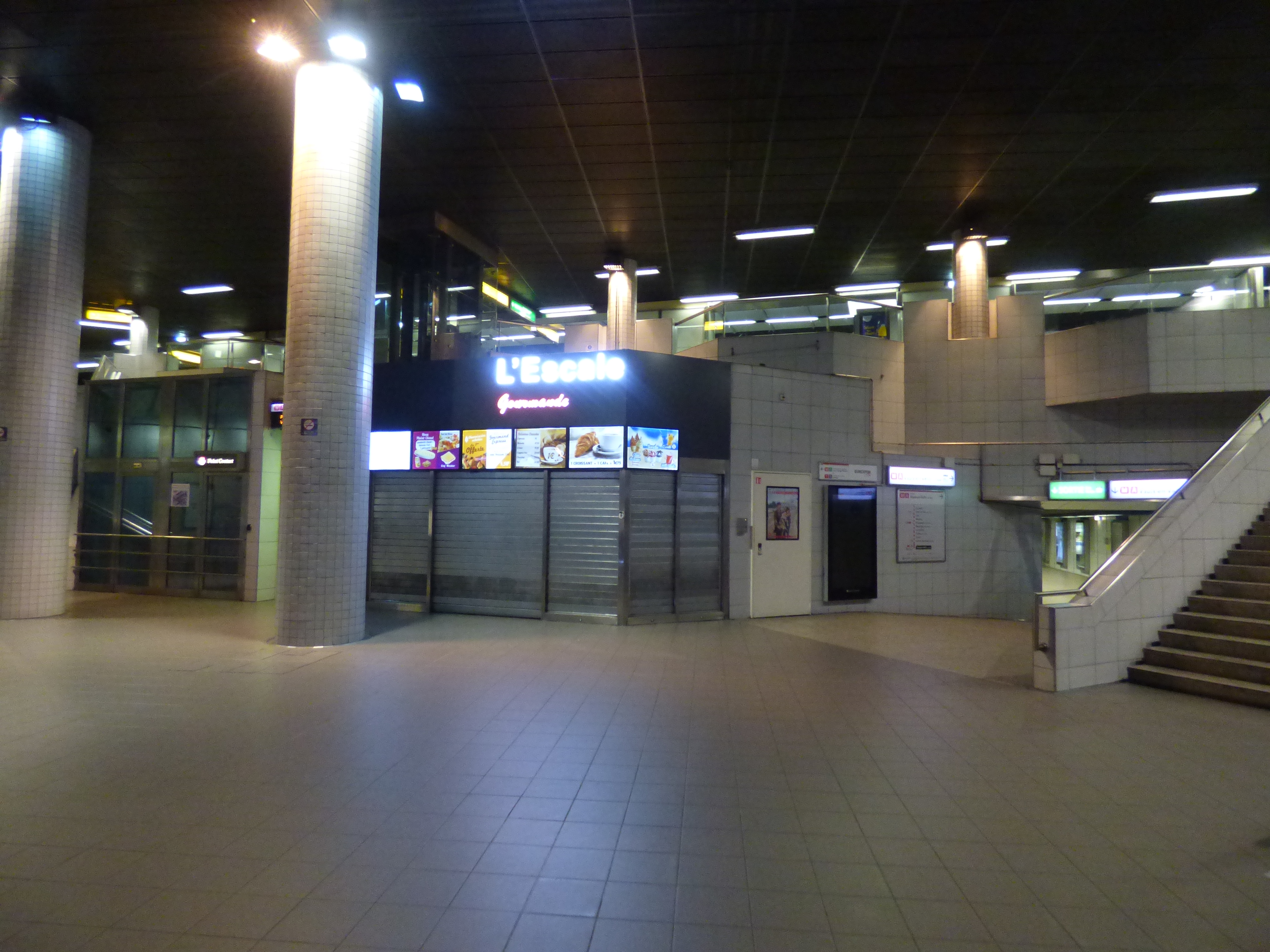
Vue du niveau -2 entre la ligne A devant (au niveau supérieur) et la ligne D derrière.
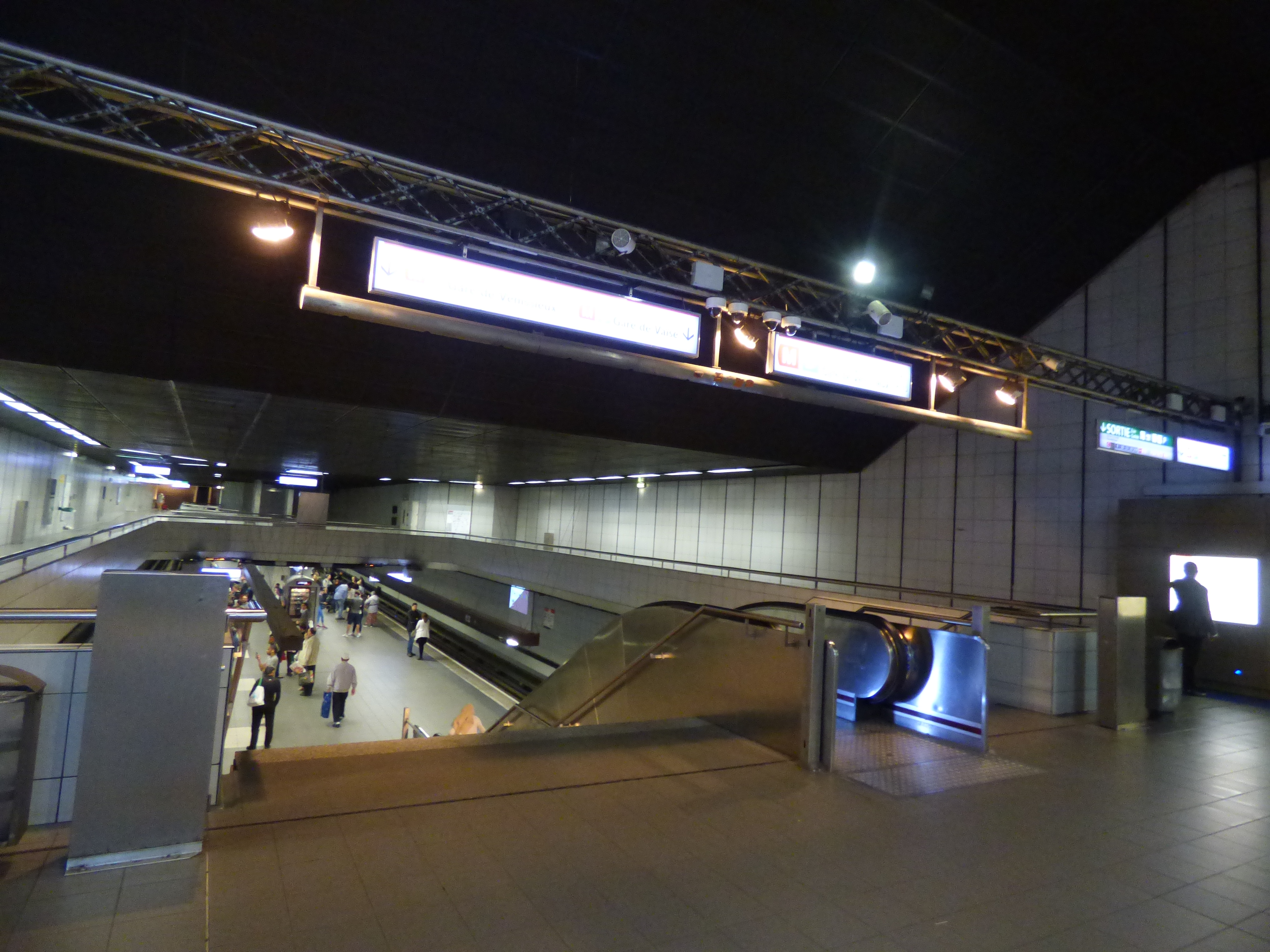
Depuis le même point de vue que la précédente photo mais dans l'autre sens, vue sur le niveau -2 et les quais de la ligne D au niveau -3.
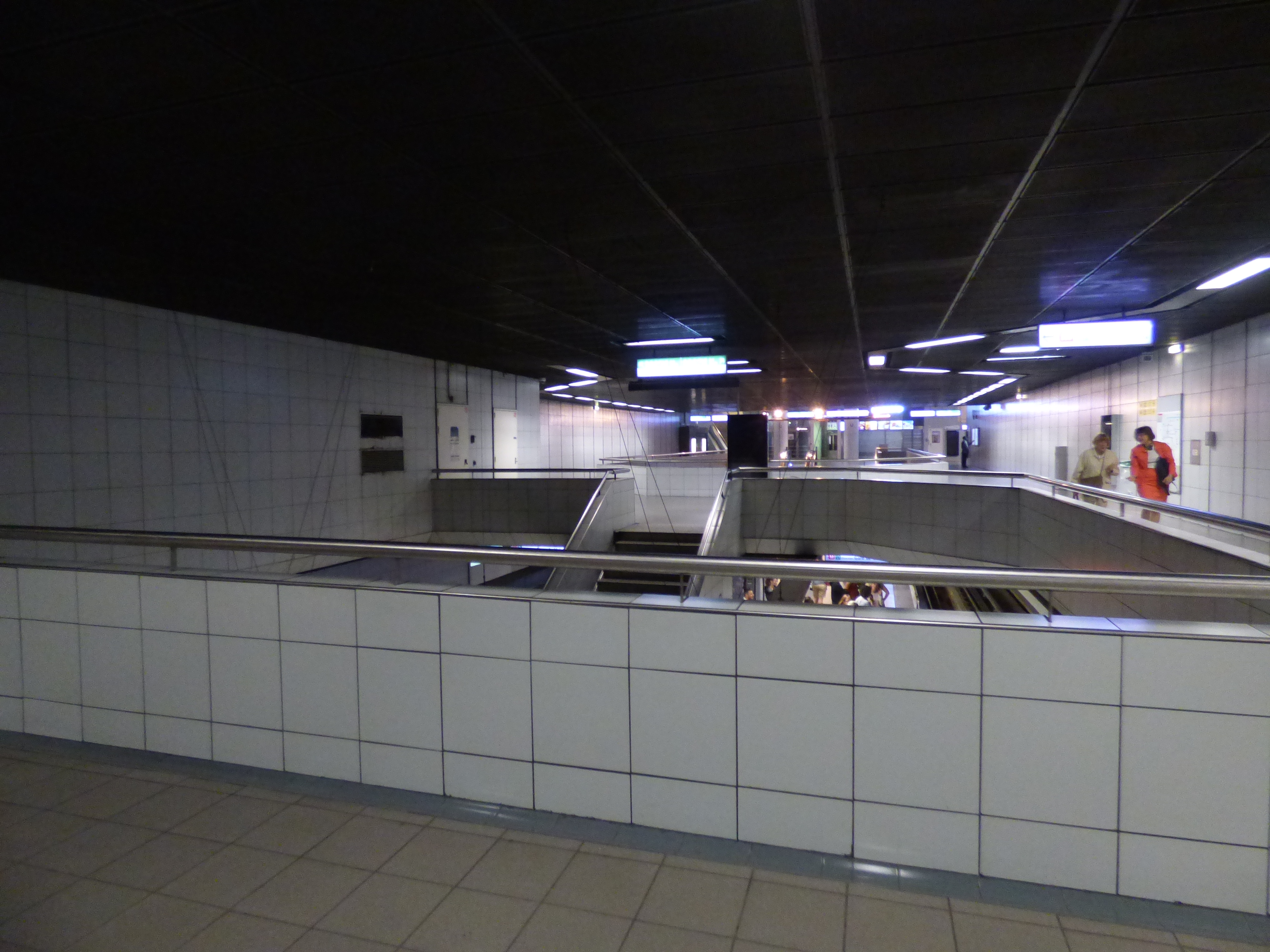
Autre vue du niveau -2, au-dessus du quai de la ligne D.
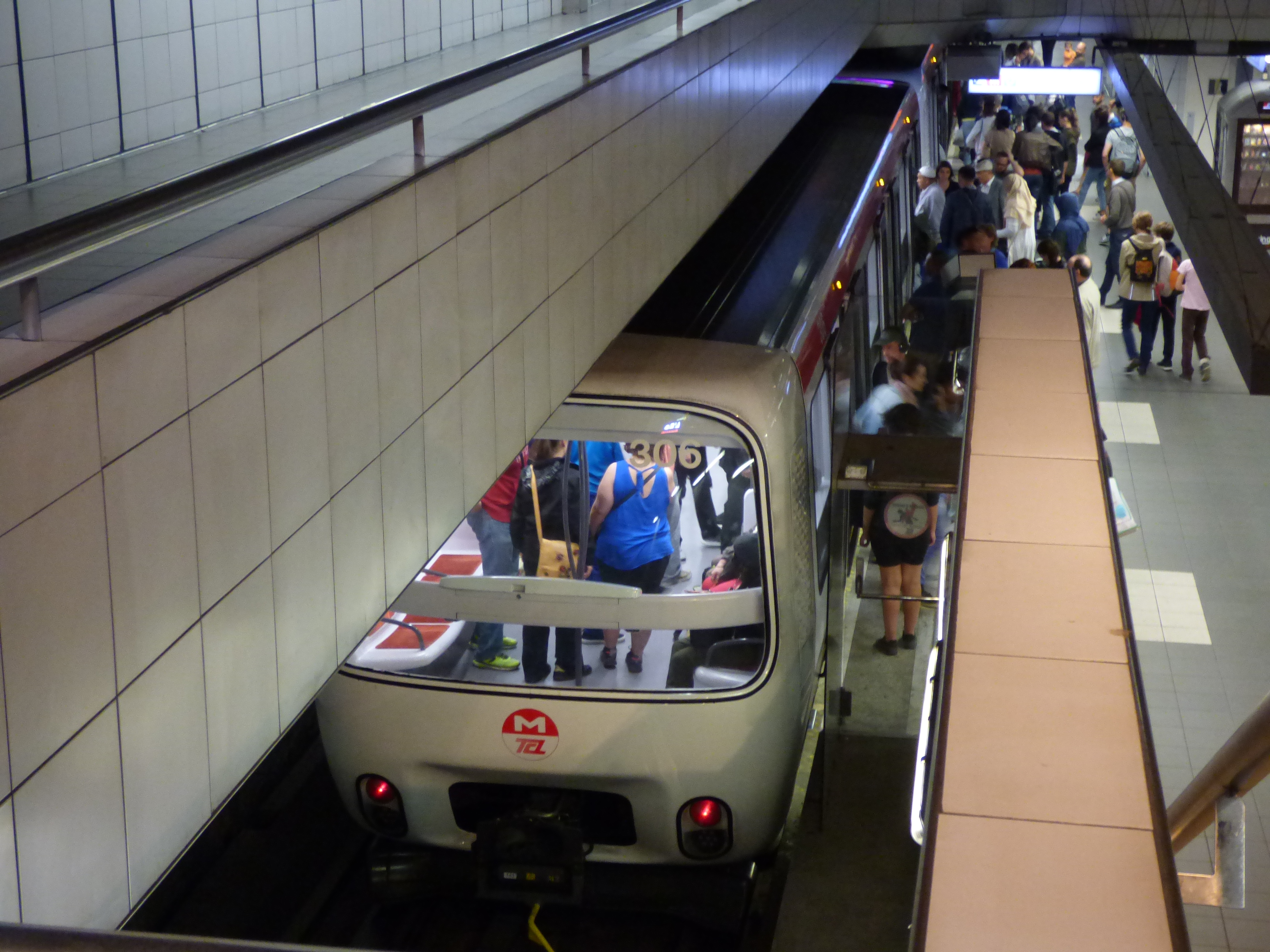
Une rame MPL 85 rénovée de la ligne D à quai en direction de Gare de Vénissieux vue depuis le niveau -1.